# Anna Trageser
Anna Trageser (* 1978 in Berlin) ist eine deutsche Schauspielerin und Hörspielsprecherin.

## Leben
Anna Trageser erlangte 2005 die Bühnenreife an der Fritz-Kirchhoff-Schule in Berlin. Sie spielte von 2005 bis 2016 am Theater Strahl in Berlin und nebenbei von 2005 bis 2010 am Stadttheater Meißen. Für ihre Leistungen am Theater Strahl wurde sie 2006 mit dem IKARUS-Preis ausgezeichnet. 2010 wurde sie für ihre Leistungen im Stück Unter Strom ebenfalls für den Preis nominiert. Ab 2014 war sie in einer der Hauptrollen im Stück Am Ende ist man immer nur wer anderes zu sehen. 2015 erhielt sie dafür den Wildwechsel Theaterpreis für ihre dortige Leistung.
Seit 2006 war sie in verschiedenen Fernsehproduktionen zu sehen, 2013 beispielsweise in der Serie GZSZ und 2017 im deutschen Fernsehfilm Der Kommissar und das Kind in der Rolle der Karin, die Freundin des Mörders.
Sie lebt mit ihrem Sohn in Berlin.

## Filmografie (Auswahl)
- 2007: Liebesbeweis (Kurzfilm)
- 2008: Tortura
- 2009: Souvenirs
- 2013: Aus der Welt (Kurzfilm)
- 2015: Sein (Kurzfilm)
- 2015: Enno Brede (Kurzfilm)
- 2017: Der Kommissar und das Kind (Fernsehfilm)

## Theater (Auswahl)
- 2005–2010 Däumelinchen, Regie: Hellfried Schöbel, Stadttheater Meißen
- 2005 Mit arger List, Theater Strahl
- 2005 RomeoxJulia, Theater Strahl
- 2006 Genau wie immer, alles anders, Theater Strahl
- 2010: Unter Strom, Theater Strahl
- 2011: Wie überlebe ich meinen ersten Kuss, Theater Strahl
- 2012: Nathan, Regie: Günter Jankowiak, Theater Strahl
- 2014–2016: Am Ende ist man immer nur wer anderes, Regie: Hannah Biedermann, Theater Strahl

## Hörbücher als Sprecherin
- Was hör ich da? auf dem Bauernhof, Der Hörverlag, 2006, ISBN 978-3-89940-890-4
- Was hör ich da? auf der Baustelle, Der Hörverlag
- Was hör ich da? bei der Feuerwehr, Der Hörverlag
- Was hör ich da? im Wald, Der Hörverlag
- Was hör ich da? im Zoo, Der Hörverlag